# 알렉세이 데니센코
알렉세이 알렉세예비치 데니센코(러시아어: Алексе́й Алексе́евич Денисе́нко, 1993년 8월 30일~)는 러시아의 태권도 선수이다. 2012년 하계 올림픽 태권도 -57kg급에서 동메달을, 2016년 하계 올림픽 -68kg급에서 은메달을 획득하였다. 2012년과 2016년에 러시아 정부로부터 조국을 위한 공로 메달을 받았다. 2016년 12월 러시아의 태권도 선수인 아나스타시야 바리시니코바와 결혼하였다.
그는 롬인 출신이다. 49개의 대회에 참여하여 130명을 상대했고 98번 승리하였다.